# Rosalynn Sumners
Rosalynn Diane Sumners (Palo Alto, 20 aprile 1964) è un'ex pattinatrice artistica su ghiaccio statunitense.

## Palmarès
| Internazionali            | Internazionali | Internazionali | Internazionali | Internazionali | Internazionali |
| Evento                    | 1979–80        | 1980–81        | 1981–82        | 1982–83        | 1983–84        |
| ------------------------- | -------------- | -------------- | -------------- | -------------- | -------------- |
| Giochi olimpici invernali |                |                |                |                | 2°             |
| Campionati mondiali       |                |                | 6°             | 1°             |                |
| NHK Trophy                |                |                |                | 2°             |                |
| Skate America             |                | 4th            |                | 1°             |                |
| Skate Canada              | 5°             | 2°             | 3°             |                |                |
| Golden Spin               |                |                |                |                | 2°             |
| Internazionali: Junior    |                |                |                |                |                |
| Campionati mondiali       | 1°             |                |                |                |                |
| Nazionali                 |                |                |                |                |                |
| Campionati statunitensi   |                | 4°             | 1°             | 1°             | 1°             |